# Marcha de las Mujeres de 2019

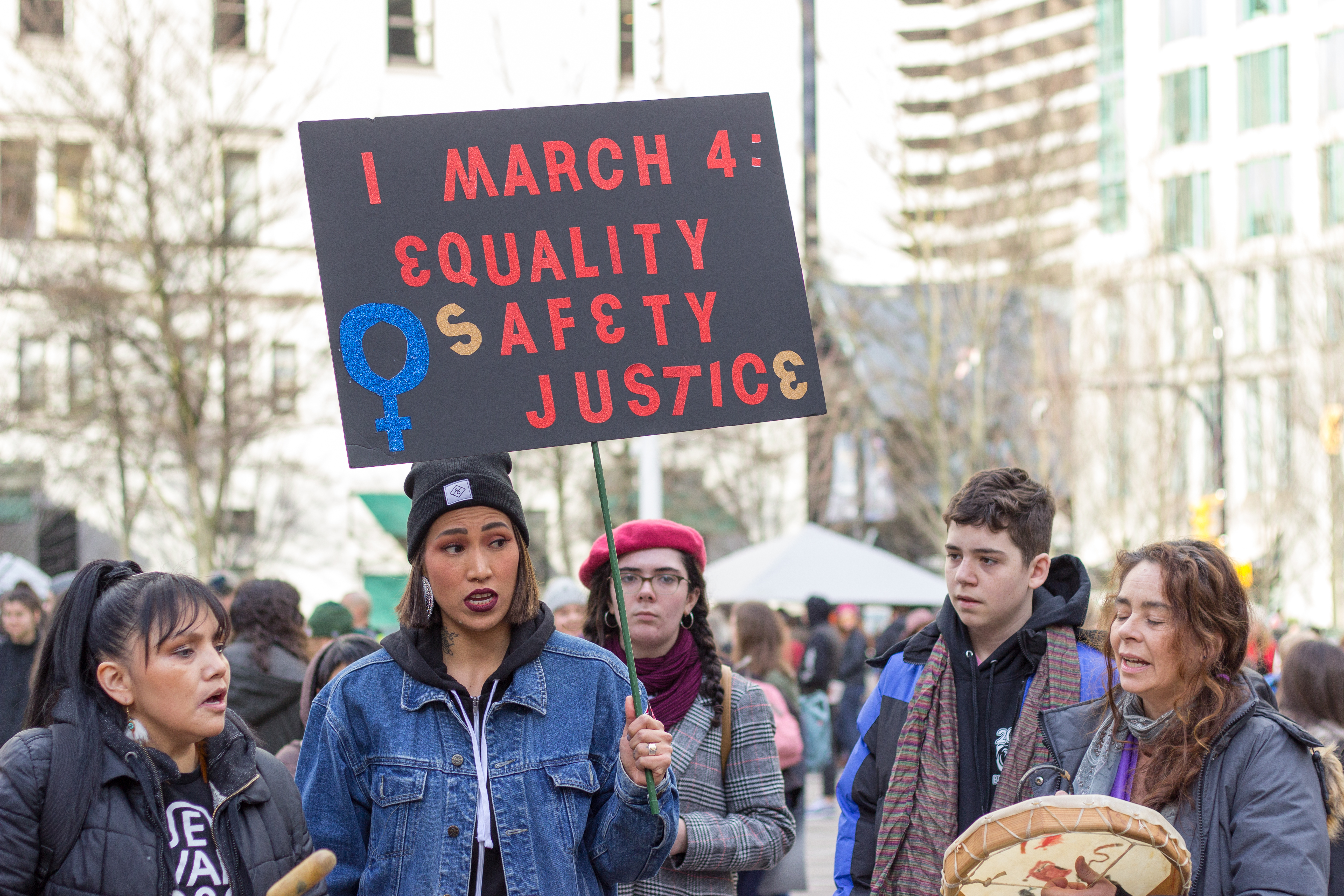
Manifestantes durante la Marcha de las Mujeres de 2019

La Marcha de las Mujeres de 2019 fue una manifestación que tuvo lugar el 19 de enero de 2019 en los Estados Unidos, a favor de los derechos de la mujer y en contra de las políticas del entonces presidente Donald Trump.

## Historia
En 2017 se realizó la Marcha de las Mujeres el 21 de enero de 2017, después de la toma de posesión del entonces presidente estadounidense Donald Trump que atrajo la atención debido a las polémicas que se presentaron en su campaña, y en reivindicación de los derechos de la mujer. En febrero de 2018, el nuevo evento se convirtió en foco de controversia tras los informes de que tres de los cuatro organizadores principales habían asistido a eventos organizados por el líder de la Nación del Islam, Louis Farrakhan, acusado de realizar comentarios antisemitas.
La percepción de que los líderes del grupo no habían condenado esa retórica y las posteriores acusaciones de antisemitismo dentro de la propia organización llevaron a la ex cofundadora Teresa Shook a solicitar su dimisión. Estas acusaciones fueron seguidas por la desvinculación de numerosos capítulos estatales. En diciembre de 2018, The New York Times informó que "las acusaciones de antisemitismo ahora están sacudiendo el movimiento y ensombreciendo los planes para futuras marchas".
Pese a ello, en 2019 se realizó nuevamente la marcha. Algunos medios en el país señalaron que la participación en la edición de 2019 fue menor en comparación con años anteriores, siendo las posibles razones el mal tiempo, la disminución del interés y la controversia sobre la organización de protestas en los Estados Unidos con las controversias que involucran a los líderes del evento. Aunque la tercera Marcha de las Mujeres fue significativamente menor que la de años anteriores, miles de personas en todo Estados Unidos decidieron participar en varios puntos del país.